# Джей Дэвидсон
Джей Дэвидсон (англ. Jaye Davidson, при рождении Альфред Ами (англ. Alfred Amey), род. 21 марта 1968) — англо-американский актёр и модель.

## Биография
Родился в Калифорнии в семье уроженца Ганы и англичанки. Когда ему было два года, его семья переехала в Великобританию, где обосновалась в графстве Хартфордшир. В 1992 году, не имея актёрского опыта, он успешно прошёл кастинг и получил роль транссексуала Дила в психологическом триллере Нила Джордана «Жестокая игра», за которую он был номинирован на «Оскар» как лучший актёр второго плана. Дэвидсон получил номинацию на премию Чикагской Ассоциации кинокритиков за самого перспективного актёра
После этого успеха Дэвидсон всего лишь раз ещё появился на большом экране, исполнив в 1994 году роль Ра в научно-фантастическом фильме Роланда Эммериха «Звёздные врата». Вскоре Дэвидсон прекратил актёрскую карьеру, посвятив себя работе в модельном бизнесе. В одном из интервью во время своей недолгой кинокарьеры он признался, что является геем.